# 스페인 제1공화국
스페인 제1공화국(스페인어: República Española)은 스페인에서 최초로 왕정을 종식시키고 세워진 공화국이다. 1873년 2월 11일 스페인 의회의 선언으로 수립되었으며 1874년 12월 29일 마티네즈 캄포스 장군의 왕정복고에 의해 해체되었다.

## 같이 보기
- 스페인 제2공화국